# Parijs-Roubaix 2010
De 108e editie van Parijs-Roubaix werd verreden op zondag 11 april 2010. De klassieker was 259 kilometer lang en finishte op de Vélodrome André Pétrieux van Roubaix.

## Wedstrijdverloop
Voor aanvang werden zowel Fabian Cancellara als Tom Boonen, beiden oud-winnaars van Parijs-Roubaix, als topfavoriet beschouwd. De Zwitserse en de Belgische kampioen hadden een week eerder ook in de Ronde van Vlaanderen geïmponeerd. Toen toonde Cancellara zich onklopbaar, en dat was ook het geval in Parijs-Roubaix. De Zwitser ontsnapte op 50 km van het einde uit een groep waarin ook Boonen zat. Cancellara reed naar de koplopers toe en raapte onder meer Björn Leukemans op, die nog even probeerde om zich in het wiel van de Zwitser te nestelen. Zonder succes, want Cancellara liet iedereen achter zich. Hij reed alleen de velodroom op en won voor de tweede keer Parijs-Roubaix.
In de spurt om de tweede plaats toonde Thor Hushovd zich sterker dan Juan Antonio Flecha. Tom Boonen werd vijfde in de uitslag. Tom Veelers was met zijn dertiende plaats de beste Nederlander.
Fabian Cancellara was de tiende renner die de dubbel (Ronde van Vlaanderen - Parijs-Roubaix) in één week won. Zijn landgenoot Heiri Suter deed het hem in 1923 voor.

## Teams
- Ag2r-La Mondiale
- Bbox Bouygues Télécom
- Caisse d'Epargne
- Cofidis
- Team HTC-Columbia
- Euskaltel-Euskadi
- Française des Jeux
- Lampre-Farnese Vini
- Liquigas-Doimo
- Team Milram
- Omega Pharma-Lotto
- Quick Step
- Rabobank
- Team Saxo Bank

Wild Cards
- Acqua & Sapone
- Androni Giocattoli
- BMC Racing Team
- Cervélo TestTeam
- Garmin-Transitions
- Team Katusha
- Team RadioShack
- Saur-Sojasun
- Skil-Shimano
- Team Sky
- Vancansoleil

## Uitslag
| Parijs-Roubaix 2010 |                     |                    |          |
| Plaats              | Naam                | Ploeg              | Tijd     |
| Winnaar             | Fabian Cancellara   | Saxo Bank          | 6u35'10" |
| 2                   | Thor Hushovd        | Cervélo            | + 2' 00" |
| 3                   | Juan Antonio Flecha | Team Sky           | z.t.     |
| 4                   | Roger Hammond       | Cervélo            | + 3' 14" |
| 5                   | Tom Boonen          | Quick Step         | z.t.     |
| 6                   | Björn Leukemans     | Vacansoleil        | z.t.     |
| 7                   | Filippo Pozzato     | Katjoesja          | + 3' 46" |
| 8                   | Leif Hoste          | Omega Pharma-Lotto | + 5' 16" |
| 9                   | Sébastien Hinault   | Ag2r-La Mondiale   | + 6' 27" |
| 10                  | Hayden Roulston     | HTC-Columbia       | + 6' 59" |
|                     |                     |                    |          |
| 13                  | Tom Veelers         | Skil-Shimano       | + 7' 05" |

1896 · 
1897 · 
1898 · 
1899 · 
1900 · 
1901 · 
1902 · 
1903 · 
1904 · 
1905 · 
1906 · 
1907 · 
1908 · 
1909 · 
1910 · 
1911 · 
1912 · 
1913 · 
1914 · 
1915 · 
1916 · 
1917 · 
1918 · 
1919 · 
1920 · 
1921 · 
1922 · 
1923 · 
1924 · 
1925 · 
1926 · 
1927 · 
1928 · 
1929 · 
1930 · 
1931 · 
1932 · 
1933 · 
1934 · 
1935 · 
1936 · 
1937 · 
1938 · 
1939 · 
1940 · 
1941 · 
1942 · 
1943 · 
1944 · 
1945 · 
1946 · 
1947 · 
1948 · 
1949 · 
1950 · 
1951 · 
1952 · 
1953 · 
1954 · 
1955 · 
1956 · 
1957 · 
1958 · 
1959 · 
1960 · 
1961 · 
1962 · 
1963 · 
1964 · 
1965 · 
1966 · 
1967 · 
1968 · 
1969 · 
1970 · 
1971 · 
1972 · 
1973 · 
1974 · 
1975 · 
1976 · 
1977 · 
1978 · 
1979 · 
1980 · 
1981 · 
1982 · 
1983 · 
1984 · 
1985 · 
1986 · 
1987 · 
1988 · 
1989 · 
1990 · 
1991 · 
1992 · 
1993 · 
1994 · 
1995 · 
1996 · 
1997 · 
1998 · 
1999 · 
2000 · 
2001 · 
2002 · 
2003 · 
2004 · 
2005 · 
2006 · 
2007 · 
2008 · 
2009 · 
2010 · 
2011 ·
2012 · 
2013 ·
2014 ·
2015 ·
2016 ·
2017 ·
2018 ·
2019 ·
2020 · 
2021 · 
2022 · 
2023 · 
2024 · 
2025